# Ictalurus

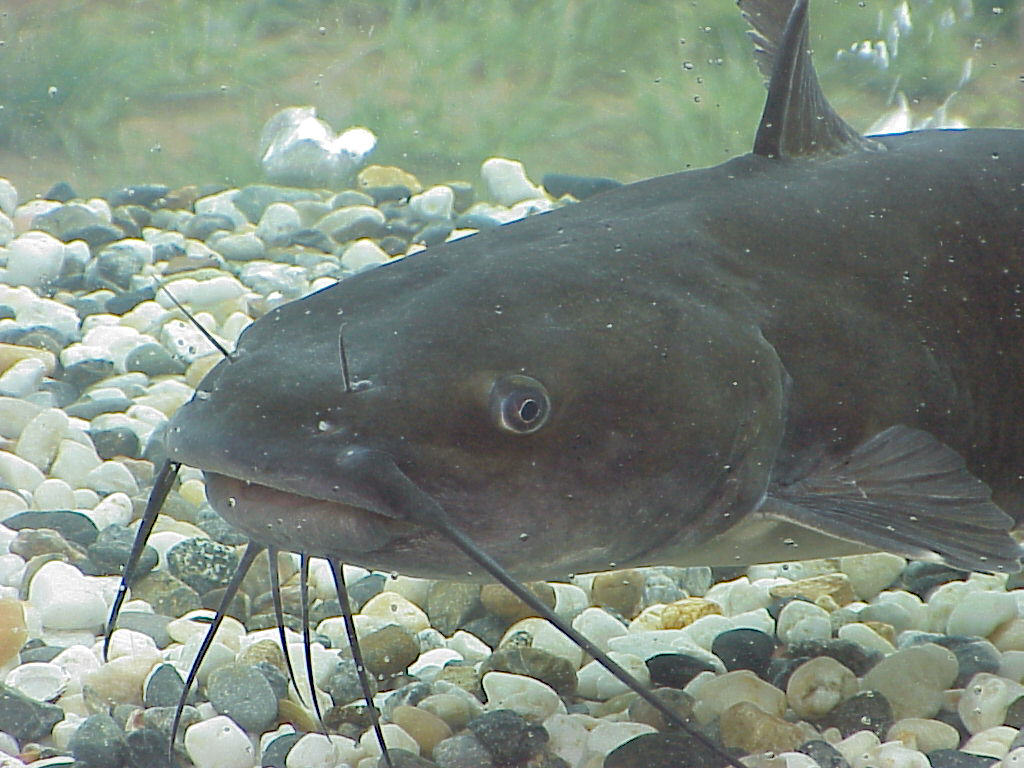
Ictalurus

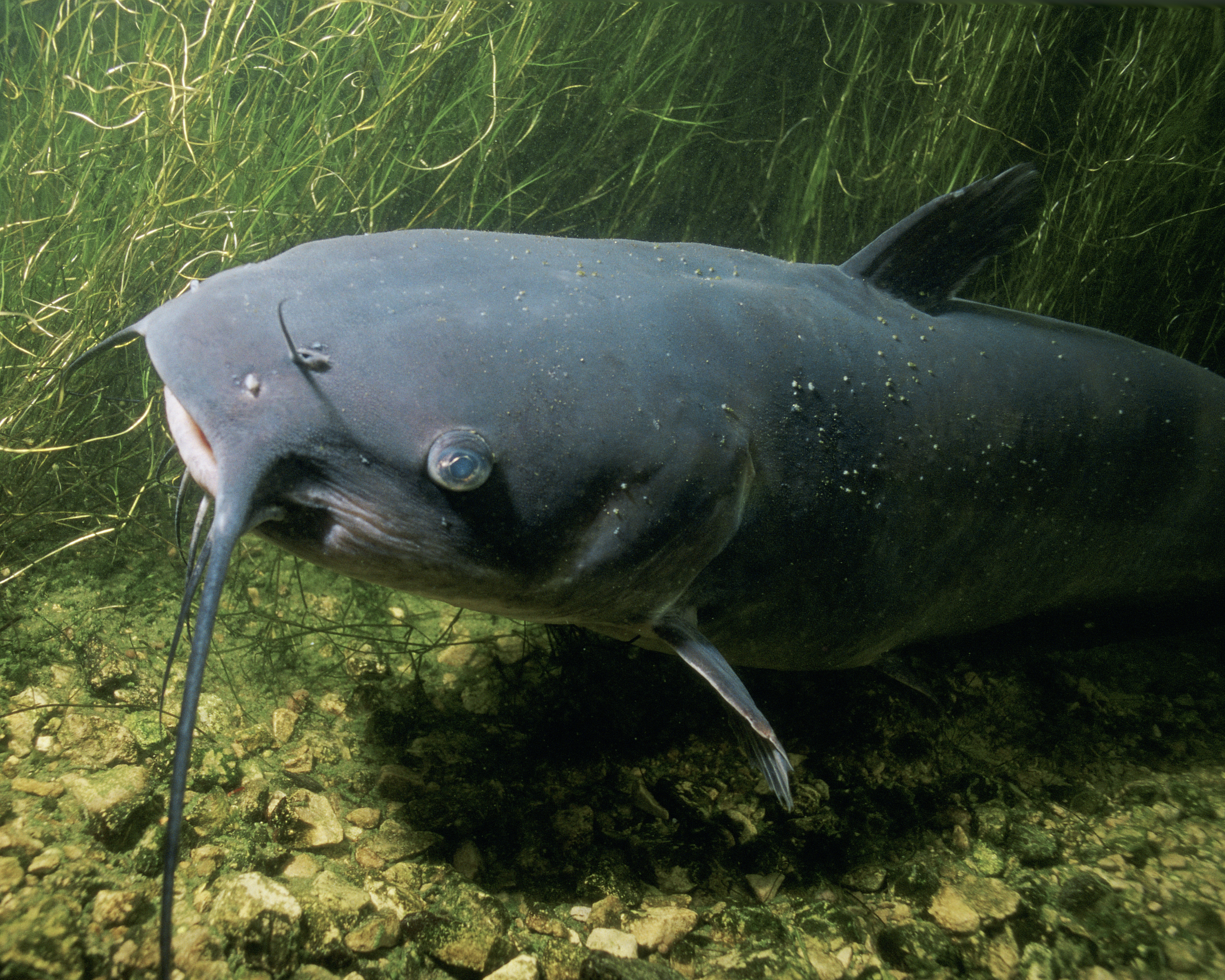
Ictalurus punctatus

Ictalurus és un gènere de peixos de la família dels ictalúrids i de l'ordre dels siluriformes.

## Taxonomia
- Ictalurus australis (Meek, 1904)
- Ictalurus balsanus (Jordan & Snyder, 1899)
- Ictalurus dugesii (Bean, 1880)
- Ictalurus furcatus (Valenciennes, 1840)[2]
- Ictalurus lupus (Girard, 1858)[3]
- Ictalurus melas (Rafinesque, 1802)
- Ictalurus mexicanus (Meek, 1904)
- Ictalurus ochoterenai (de Buen, 1946)
- Ictalurus pricei (Rutter, 1896)
- Ictalurus punctatus (Rafinesque, 1818)[4][5][6][7][8][9][10]